# José Urbano Fonseca Martínez
José Urbano Fonseca (Ciudad de México, 1802 - id., 1871). Fue un licenciado y político mexicano. Nació en la Ciudad de México en 1802. 
Fue ministro de Justicia y de Relaciones Exteriores en el gobierno de Mariano Arista de 1851 a 1853. 
Como filántropo, José Urbano consiguió que se asignaran al francés Eduard Huet, un adelantado a su tiempo en la educación de los sordos en México, espacios en un viejo convento (San Juan de Letrán), donde en junio de 1866 abrió su escuela, financiada por Fonseca y con tres alumnos.
Falleció en la Ciudad de México y fue sepultado en el Panteón de San Fernando, sin embargo su familia ordenó el traslado de sus restos al Panteón Francés de la Piedad, en el Distrito Federal, donde hasta hoy reposan.